# Pesarattu

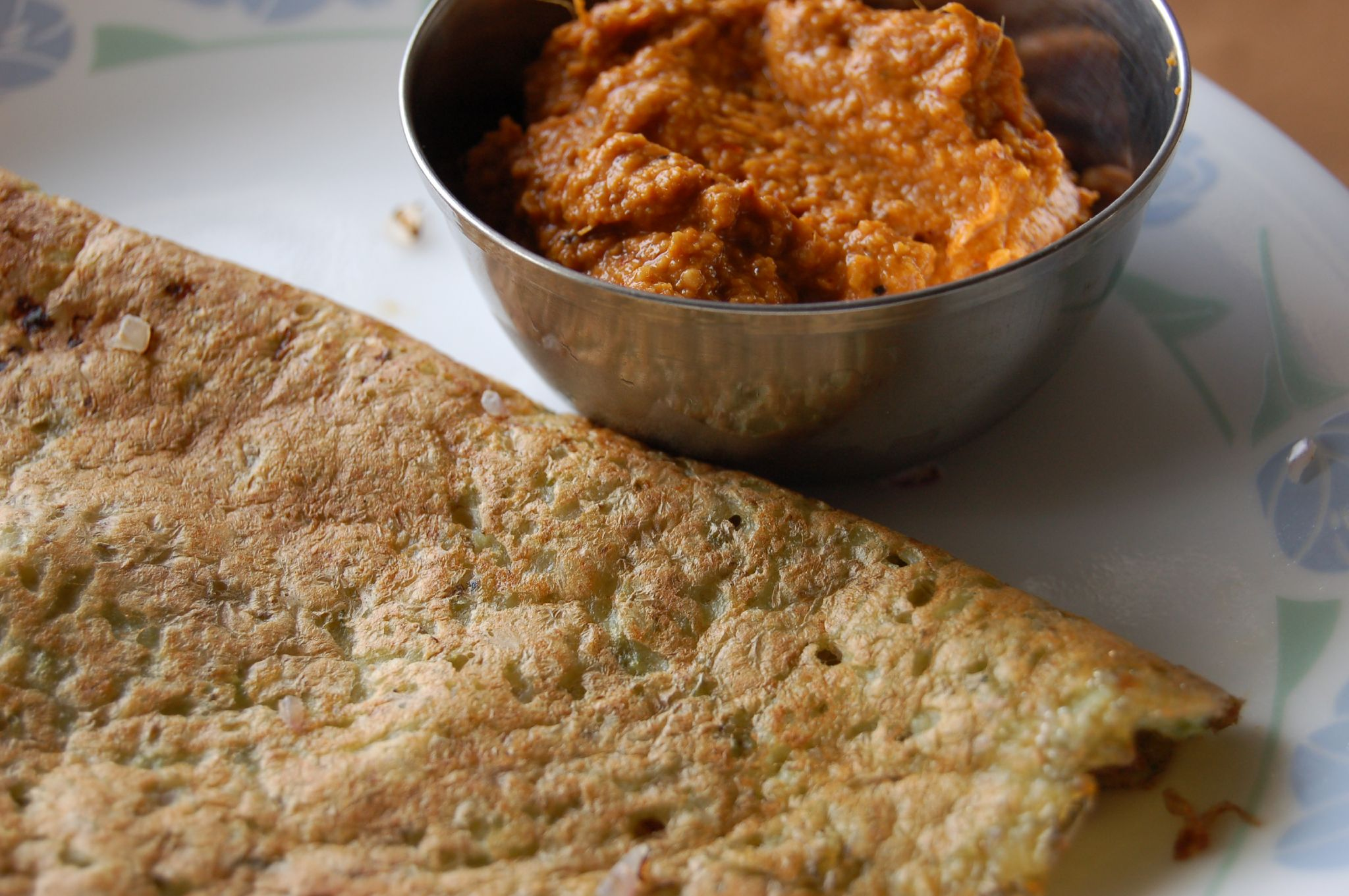
Pesarattu y chutney de jengibre.

El pesarattu es un pan indio parecido al dosa que se hace con una pasta de moong dal (judía verde), salvo porque emplea moong dal sin arroz. Se toma como desayuno y como aperitivo, siendo popular en el estado indio de Andhra Pradesh. El pesarattu es único de la gastronomía de Andhra.

## Ingredientes
El rebozado hecho de pesalu o judía verde (moong dal en hindi) es el principal ingrediente, siendo opcionales los chiles verdes, el jengibre, la cebolla y el upma en diferentes variantes de este aperitivo.

## Tipos
El pesarattu es un crepe hecho con un rebozado hecho de moong dal enteros remojados, que tiene un tono verdoso, mientras los de color amarillo se hacen con moong dal pelada, que adopta un tono dorado al tostarse. Ambas variantes son famosas en Andhra Pradesh, y se sirven típicamente con chutney de jengibre y tamarindo.